# 小島廣光
小島 廣光（こじま ひろみつ、1946年4月30日 生まれ）は、日本の経営学者。北海道大学名誉教授。専門は、非営利組織論、経営管理論。経済学博士（名古屋大学・1985年）。愛知県一宮市出身。（名前の漢字「廣」は、正しくはまだれに黄である。） 
他の研究者が関心を示さない研究テーマに対して興味を持続させる研究スタイルが特徴で、日本の非営利組織（NPO）研究の第一人者として著名。 わが国の非営利組織に関して、①マネジメント、②政策形成、③政府と企業との戦略的協働を先駆的に解明する 。

## 経歴
- 1965年3月 - 愛知県立一宮高等学校卒業
- 1969年3月 - 名古屋大学経済学部卒業
- 1975年3月 - 名古屋大学大学院経済学研究科博士課程単位取得退学
- 1975年4月 - 名古屋大学経済学部助手
- 1977年4月 - 名古屋工業大学経営工学科助手
- 1979年7月 - 北海道大学経済学部助教授
- 1989年7月 - 北海道大学経済学部教授
- 2000年4月 - 北海道大学大学院経済学研究科教授
- 2010年4月 - 北海道大学名誉教授　札幌学院大学経営学部教授
- 2014年4月 - 椙山女学園大学現代マネジメント学部教授
- 2017年4月 - 星城大学経営学部特任教授

## 役職等
- 北海道大学評議員（1996年10月 - 1997年7月）
- 北海道大学総長補佐（2001年5月 - 2003年3月）
- 文部科学省大学設置・学校法人審議会委員（2001年4月 - 2004年3月）

## 受賞歴
- 公益法人研究学会第3回学会賞（2004年9月）

## 著書
- 『企業環境と管理システム』 中央経済社、1982年。
- 『交通と通信の組織-インフラストラクチャーの拠点』 第一法規、1989年（共編著）。
- 『非営利組織の経営-日本のボランティア』 北海道大学出版会、1998年。
- 『政策形成とNPO法-問題、政策、そして政治』 有斐閣、2003年。
- 『戦略的協働の本質-NPO，政府，企業の価値創造』 有斐閣、2011年（平本健太との共編著）。
- 『非営利法人制度改革の研究-新・政策の窓モデルによる実証分析』 北海道大学出版会、2022年（平本健太との共著）。

その他論文多数。

## 所属学会
- 組織学会（理事，監事）
- 非営利法人研究学会（常任理事，副会長）
- 日本NPO学会（理事）
- 日本生産管理学会（常任理事）

## 門下生(研究者として活躍している人のみ)
- 工藤　剛治     千葉商科大学商経学部 教授（故人）
- 平本　健太 北海道大学大学院経済学研究科 教授
- 西村　友幸     小樽商科大学大学院商学研究科アントレプレナーシップ専攻 教授
- 菅原　浩信     北海学園大学経営学部 教授
- 相原　基大     北海道大学大学院経済学研究員 准教授
- 平野　実     広島県立大学経営情報学部 教授
- 赤岡　広周     京都産業大学経営学部 准教授
- 後藤　祐一     尾道市立大学経済情報学部　准教授